# كليفورد بي. كيس
كليفورد بي. كيس هو عضو المجلس المحلي ‏ ومحامي وسياسي أمريكي، ولد في 16 أبريل 1904 في Franklin Park, New Jersey ‏ في الولايات المتحدة، وتوفي في 5 مارس 1982 في واشنطن العاصمة في الولايات المتحدة. نشط حزبياً في الحزب الجمهوري.

## مناصب
- انتخب عضو مجلس الشيوخ الأمريكي [الإنجليزية]‏ عن دائرة New Jersey Class 2 senate seat ‏ وقد انضم خلال فترته النيابية [الإنجليزية]‏ (3 يناير 1977 – 3 يناير 1979) للكتلة البرلمانية الحزب الجمهوري.
- انتخب عضو مجلس الشيوخ الأمريكي [الإنجليزية]‏ عن دائرة New Jersey Class 2 senate seat ‏ وقد انضم خلال فترته النيابية [الإنجليزية]‏ (3 يناير 1975 – 3 يناير 1977) للكتلة البرلمانية الحزب الجمهوري.
- انتخب عضو مجلس الشيوخ الأمريكي [الإنجليزية]‏ عن دائرة New Jersey Class 2 senate seat ‏ وقد انضم خلال فترته النيابية [الإنجليزية]‏ (3 يناير 1973 – 3 يناير 1975) للكتلة البرلمانية الحزب الجمهوري.
- انتخب عضو مجلس الشيوخ الأمريكي [الإنجليزية]‏ عن دائرة New Jersey Class 2 senate seat ‏ وقد انضم خلال فترته النيابية [الإنجليزية]‏ (3 يناير 1971 – 3 يناير 1973) للكتلة البرلمانية الحزب الجمهوري.
- انتخب عضو مجلس الشيوخ الأمريكي [الإنجليزية]‏ عن دائرة New Jersey Class 2 senate seat ‏ وقد انضم خلال فترته النيابية [الإنجليزية]‏ (3 يناير 1969 – 3 يناير 1971) للكتلة البرلمانية الحزب الجمهوري.
- انتخب عضو مجلس الشيوخ الأمريكي [الإنجليزية]‏ عن دائرة New Jersey Class 2 senate seat ‏ وقد انضم خلال فترته النيابية [الإنجليزية]‏ (3 يناير 1967 – 3 يناير 1969) للكتلة البرلمانية الحزب الجمهوري.
- انتخب عضو مجلس الشيوخ الأمريكي [الإنجليزية]‏ عن دائرة New Jersey Class 2 senate seat ‏ وقد انضم خلال فترته النيابية [الإنجليزية]‏ (3 يناير 1965 – 3 يناير 1967) للكتلة البرلمانية الحزب الجمهوري.
- انتخب عضو مجلس الشيوخ الأمريكي [الإنجليزية]‏ عن دائرة New Jersey Class 2 senate seat ‏ وقد انضم خلال فترته النيابية [الإنجليزية]‏ (3 يناير 1963 – 3 يناير 1965) للكتلة البرلمانية الحزب الجمهوري.
- انتخب عضو مجلس الشيوخ الأمريكي [الإنجليزية]‏ عن دائرة New Jersey Class 2 senate seat ‏ وقد انضم خلال فترته النيابية [الإنجليزية]‏ (3 يناير 1961 – 3 يناير 1963) للكتلة البرلمانية الحزب الجمهوري.
- انتخب عضو مجلس الشيوخ الأمريكي [الإنجليزية]‏ عن دائرة New Jersey Class 2 senate seat ‏ وقد انضم خلال فترته النيابية [الإنجليزية]‏ (3 يناير 1959 – 3 يناير 1961) للكتلة البرلمانية الحزب الجمهوري.
- انتخب عضو مجلس الشيوخ الأمريكي [الإنجليزية]‏ عن دائرة New Jersey Class 2 senate seat ‏ وقد انضم خلال فترته النيابية [الإنجليزية]‏ (3 يناير 1957 – 3 يناير 1959) للكتلة البرلمانية الحزب الجمهوري.
- انتخب عضو مجلس الشيوخ الأمريكي [الإنجليزية]‏ عن دائرة New Jersey Class 2 senate seat ‏ وقد انضم خلال فترته النيابية [الإنجليزية]‏ (3 يناير 1955 – 3 يناير 1957) للكتلة البرلمانية الحزب الجمهوري.
- انتخب رئيس [الإنجليزية]‏ (1953 – 1954).
- انتخب عضو  [لغات أخرى]‏ (1938 – 1942).
- انتخب عضو جمعية نيوجيرسي العامة ‏ (1943 – 1944).
- انتخب عضو مجلس النواب الأمريكي.
- انتخب عضو مجلس الشيوخ الأمريكي [الإنجليزية]‏ عن دائرة نيوجيرسي (3 يناير 1955 – 3 يناير 1979).